# Tanxugueiras
Tanxugueiras est un groupe espagnol de folk, originaire de Galice. Formé en 2016, le groupe est composé des trois pandereteiras (joueuses de tambourin) Aida Tarrío et des jumelles Olaia et Sabela Maneiro.
Le groupe vise à apporter un son moderne à la musique traditionnelle galicienne en fusionnant des sons folkloriques avec des influences pop et des musiques du monde. Leur musique est axée sur des thèmes tels que la compréhension entre les peuples, la défense de la langue et de la culture galiciennes, et le renforcement de l'autonomie des femmes.

## Histoire
Le groupe se fait connaître fin 2016, lorsqu'une vidéo de leur performance en tant que backing band de la Banda das Crechas lors d'un concert à Glasgow dans le style des panadeiras (un genre musical traditionnel galicien) est devenue virale sur les réseaux sociaux.
En 2018, elles ont sorti le premier album éponyme, qui a remporté le prix MIN du meilleur album en galicien,. La même année, après quelques collaborations musicales avec des artistes comme Guadi Galego, NAO et SonDaRúa, le groupe se lance dans une tournée mondiale, se produisant à Cuba, en Inde, en Suisse et en Écosse.
En 2019, le groupe a reçu le prix Martín Codax da Música dans la catégorie musique galicienne et populaire. En novembre de la même année, le deuxième album, Contrapunto, est sorti. Il a reçu en 2020 une mention comme l'un des meilleurs albums au monde aux World Music Charts Europe.
En 2021, le groupe est confirmé comme l'un des quatorze artistes participant au Benidorm Fest 2022, le nouveau processus de sélection pour choisir le représentant espagnol au concours de l'Eurovision, avec Terra, la première chanson de l'histoire de la participation ibérique à être entièrement écrite en galicien,. La chanson Terra, basée sur le rythme traditionnel de la Muiñeira, a été publiée avec un accueil positif important, recueillant plus d'un demi-million de lectures sur des plateformes telles que YouTube, Spotify et Apple Music le premier jour de sa sortie. Le groupe n'est finalement pas qualifié, battus par Chanel avec SloMo.
En outre, elles ont collaboré avec Rayden pour la chanson Averno qui fera partie de leur prochain album.

## Membres
- Aida Tarrío - voix, tambourin (depuis 2016)
- Olaia Maneiro - voix, tambourin (depuis 2016)
- Sabela Maneiro - voix, tambourin (depuis 2016)

## Discographie

### Albums studio
- 2018 : Tanxugueiras
- 2019 : Contrapunto
- 2022 : Diluvio [10]

### Singles
- 2019 : Desposorio
- 2019 : Perfidia
- 2020 : Tenerlo
- 2021 : Midas
- 2021 : Telo (avec DJ Mil)
- 2021 : Palabras que abrazan (avec Zuriñe Hidalgo, Flora Sempere, El Diluvi, Laura Esparza, Esther et Ester Girona)
- 2021 : Coda (avec Chalart58)
- 2021 : Figa
- 2021 : Terre
- 2022 : Averno (avec le rappeur madrilène Rayden)